# Голуховский, Агенор Мария (Младший)
Агенор Мария Адам граф Голуховский Младший (нем. Agenor Maria Adam Graf Gołuchowski, польск. Agenor Maria Gołuchowski, 25 марта 1849, Лемберг — 28 марта 1921, Львов) — австро-венгерский политик и государственный деятель, дипломат.

## Биография
Происходил из польского аристократического рода Голуховских герба «Лелива». Сын министра внутренних дел и наместника Галиции Агенора Голуховского Старшего.
Долгие годы находился на дипломатической службе: в 1872 г. назначен атташе в Берлине, затем советник посольства в Париже, в 1887—1893 годах — посол Австро-Венгрии в Румынии. С 1875 г. член палаты господ рейхсрата. В 1893 г. на некоторое время удалился в своё имение в Янове.
В связи с успешной работой на дипломатическом поприще с мая 1895 года назначен министром иностранных дел и императорского дома.
Голуховский проводил в осторожную, в целом консервативную политику, избегал проявлять инициативу в решении вопросов, как и активных действий. В то же время его работу можно назвать успешной. Он подготовил австро-российское соглашение от апреля 1897 года о сохранении статус-кво на Балканах, что привело к разрядке напряжённости и в регионе, и между двумя странами. При нём улучшились отношения Австро-Венгрии с Великобританией и Италией. В 1897 и 1900 годах Голуховский сумел с Италией обсудить и решить албанский вопрос.
После унижения в испано-американской войне Испания хотела избавить себя своих колоний, и испанские дипломаты обратились к Австро-Венгерскому колониальному обществу с просьбой о покупке торгового порта Рио-де-Оро. Вице-президент общества Эрнст Вейсл заключил тихую сделку с Глуховским. Позже Голуховский убедил Австрийский императорский совет, и император Франц Иосиф открыто поддержал сделку. Был составлен договор о покупке и передаче права собственности на Австро-Венгрию. Однако венгерская Палата магнатов заблокировала колониальную покупку накануне ее завершения. Этот колониальный шаг, предпринятый австрийцами, должен был прежде всего оправдать военно-морские устремления нескольких австрийских министров. Венгерский парламент долгое время был против расширения военно-морского флота, и австрийцы постепенно оказывали давление на венгров с целью увеличения расходов на военно-морской флот в национальном бюджете. С венгерским вето на эту покупку это положило конец дальнейшей потенциальной колониальной экспансии и идеям военно-морского расширения в Австро-Венгрии.
11 октября 1906 года Голуховский, по требованию Венгрии, ушёл в отставку. Венгры подозревали его в науськивании императора против назначения этнических мадьяр в венгерской армии и считали ответственным за неуважение, проявленное Францем Иосифом I к мадьярской депутации в сентябре 1905 года. 
В 1907 году возглавил так называемый «польский клуб» — влиятельную польскую фракцию в рейхсрате. Во время Первой мировой войны активно выступал с лозунгом триализма — превращения дуалистской Австро-Венгерской монархии в триалистскую, Австро-Венгеро-Польскую, с включением в её состав русской Польши. С этой целью в 1915 году посещал оккупированную Варшаву.
Отец львовского воеводы и сенатора Польши Войцеха Агенора Голуховского.

## Семья
3 июня 1885 года в Париже женился на принцессе Анне Наполеоне Каролине Мюрат (24 апреля 1863 — 15 ноября 1940), дочери Иоахима Юзефа Наполеона Мюрата (1834—1901), 4-го принца Мюрата, и Малси Луизы Каролины Бертье де Ваграм (1932—1884), правнучке маршала Иоахаима Мюрата и Каролины Бонапарт. У супругов было трое сыновей:
- Агенор Мария Иоахим Голуховский (1886—1956) — 3-й ординат на Скале.
- Войцех Агенор Голуховский (1888—1960) — польский политик и сенатор.
- Кароль Мария Агенор Голуховский (1888—1960) — граф, польский политик. Воевода львовский. Сенатор IV каденции.

Все трое сыновей были офицерами австро-венгерской армии во время Первой мировой войны, а затем Войска Польского Второй Польской Республики.